# Różyniec
Różyniec (anciennement allemand - Rosenthal) est un village local polonais de la municipalité de Gromadka, situé dans le comté de Bolesławiec, voïvodie de Basse-Silésie. Il se trouve à 13 km au nord de Bolesławiec, entre Osła et Krzyżowa. Le village est riche en maisons en briques et à colombages datant du XIXe siècle. Il y a une caserne de pompiers volontaires et une chapelle sur la route principale. Non loin du village se trouve un ancien aérodrome avec une station-service et des magasins, qui partage l'adresse du village et en fait donc partie.

## Histoire
Le nom du village a été mentionné pour la première fois en 1305 sous le nom de Rosinthal. Au fil des ans, le nom du village a été modifié à plusieurs reprises, mais le nom polonais moderne du village est finalement Różyniec. L'origine du village est à mettre en relation avec la colonisation slave des XIe et XIIe siècles. Il a de nouveau été colonisé au XIIIe siècle lors de l'arrivée de colons venus de l'ouest. Cependant, à ce jour, nous savons relativement peu de choses sur l'histoire du village. Seules quelques dates peuvent être mentionnées, rappelant des événements importants pour le village. En 1760, la première école évangélique est fondée. Auparavant, l'enseignement était dispensé dans la ferme du propriétaire du chalet Baumann. Cependant, la date la plus tragique concernant Różyniec est celle des 23 et 24 juillet 1815, lorsque tout le village de Różyniec, y compris l'école, a brûlé. Cependant, l'école a été reconstruite moins d'un an plus tard.

## Monuments
Il n'y a que trois monuments à Rozyniec:
- d'anciennes fermes paysannes, dont la plus intéressante porte le numéro 76 et comporte des bâtiments datant de la fin du XVIIIe siècle.
- Une église très modeste entourée d'une cour herbeuse vide et d'une clôture en bois. Le bâtiment est maintenant recouvert de nouvelles tuiles grises. Elle possède une tour intéressante - à l'origine cubique puis devenue prisme avec une base polygonale régulière - surmontée d'un simple casque. Sous la galerie, protégée par un garde-corps métallique, se trouvent cinq fenêtres hautes, étroites et terminées en arc de cercle. Des fenêtres beaucoup plus grandes, de conception similaire, sont vitrées avec du verre coloré et disposées en forme de croix, encadrée par une bordure unicolore. Elles permettent à la lumière du jour de pénétrer dans le sanctuaire.
- Chapelle située au bord de la route principale au centre du village. C'est un ancien monument aux morts 1870-1871.